# Esta noite, à meia-noite
"Esta noite, à meia-noite" é uma canção de Natal tradicional portuguesa originária de Coimbra.

## História

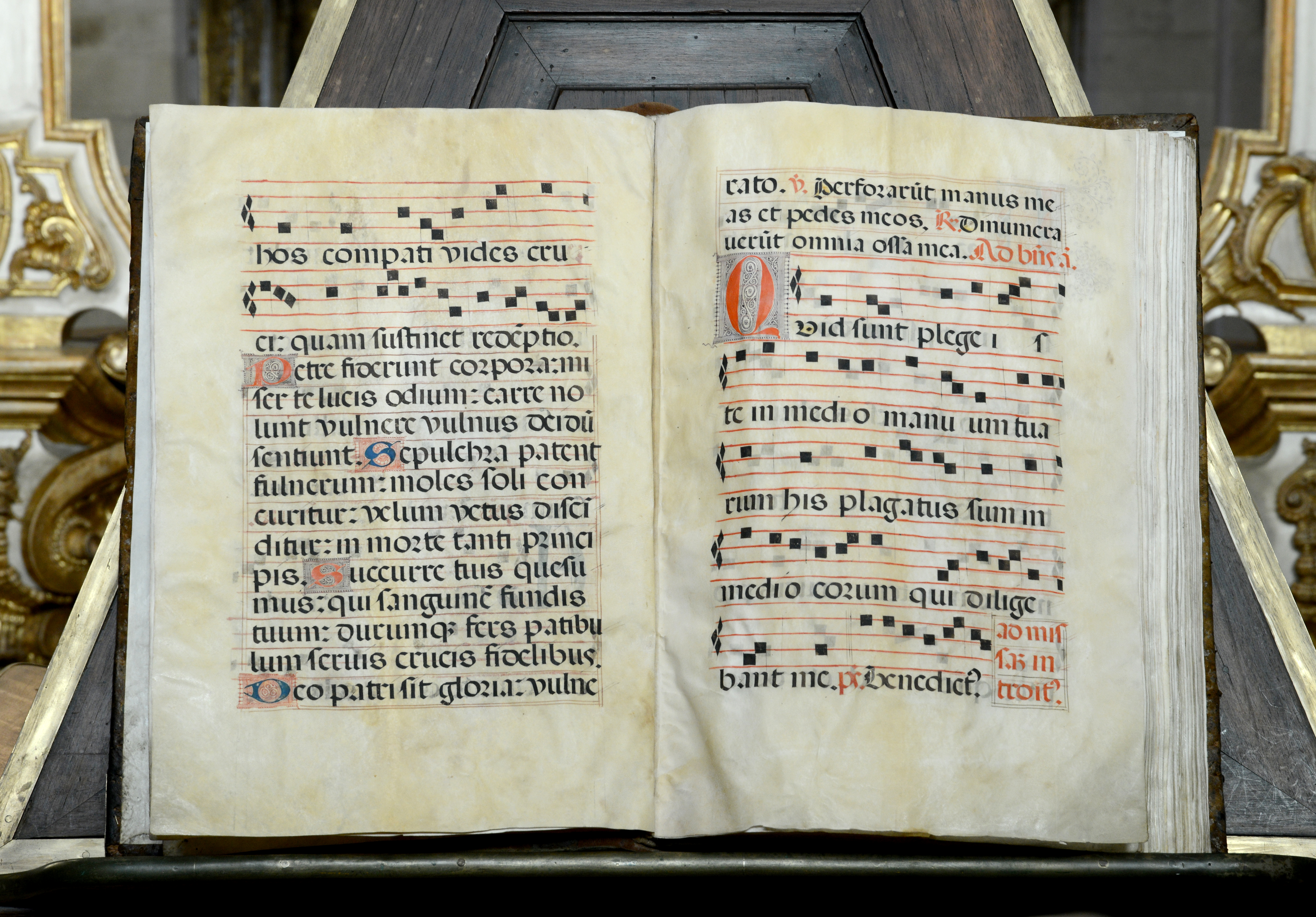
Antifonário no Mosteiro de Tibães. Esta canção foi influenciada pelo cantochão.

Esta canção de Natal foi coligida na cidade de Coimbra no ano de 1882 por Pedro Fernandes Tomás, contudo, só foi efetivamente publicada vários anos depois, em 1913, nas suas Velhas Canções e Romances Populares Portugueses. Partindo desta publicação, foi harmonizada pelo compositor português Fernando Lopes-Graça que a incluiu como um dos andamentos da sua Primeira Cantata do Natal, terminada em 1950.
O coletor Pedro Fernandes Tomás acrescenta também uma curta análise da obra; sobre a melodia refere:
"[Esta noite, à meia-noite] denota influências de cantochão, forma antiquada e estranha".
Assim, dá a entender que esta canção de Natal popular exibe características que a aproximam do canto monofónico utilizado na liturgia católica que lhe dá, segundo Pedro Fernandes Tomás, uma aparência multissecular. Esta possível influência não gera surpresa, uma vez que o povo de Coimbra viveu desde o Medievo rodeado de importantes conventos e mosteiros como o Mosteiro de Santa Clara a que uma das quadras parece fazer referência.

## Letra

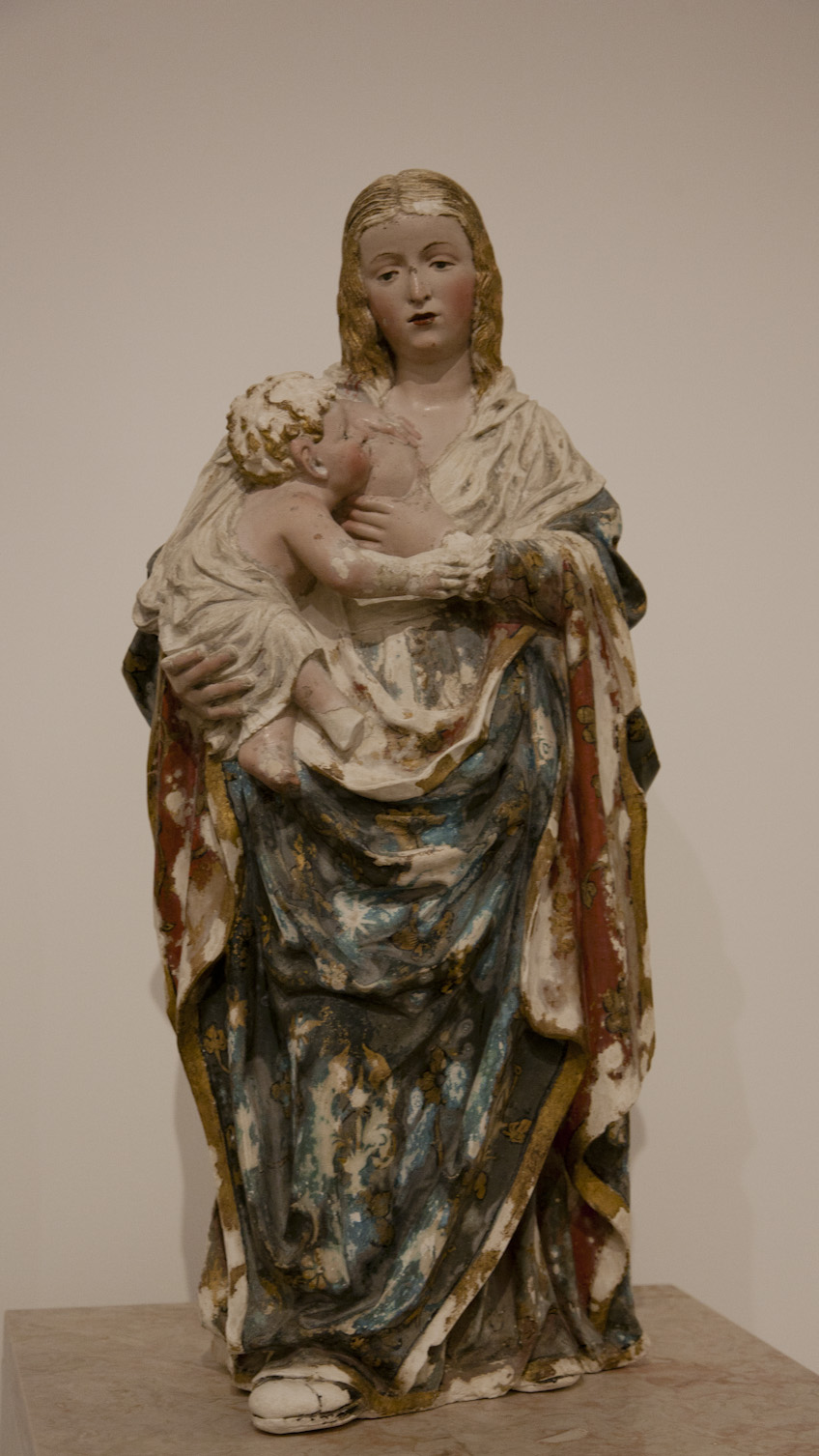
Mestre dos Túmulos Reais: Virgem do Leite (1520-25) no Museu Nacional de Machado de Castro, Coimbra

A melodia admite uma infinidade de coplas tradicionais, todas ligadas à Natividade ou Infância de Jesus mas sem evidente coerência. A versão de Fernando Lopes-Graça reduz significativamente o número de quadras, incluindo apenas a primeira e a quinta de todas as que foram transcritas por Pedro Fernandes Tomás.
| (1) Esta noite, à meia-noite, Ouvi cantar ao divino; Eram os anjos do Céu A embalar o Menino. | (2) Ó meu Menino Jesus, Quem Vos deu, por que chorais? Deu-me minha avó Sant’Ana Por eu fugir a meus pais. | (3) Ó meu Menino Jesus, Quem Vos deu, por que chorais? Deram-me as moças na fonte Não volto lá nunca mais. | (4) Ó meu Menino Jesus Que é da Vossa cabeleira? Deixei-a em Santa Clara No regaço duma freira. |
| (5) O Menino está na neve O frio O faz tremer; Ó meu Menino Jesus, Quem Vos pudera valer.     | (6) Eu bem vi Nossa Senhora No presépio de Belém Com seu filhinho ao colo Que lhe estava muito bem.        | (7) Ó meu rico São José Pegai no vosso menino Que entre folhas está deitado A chorar, que é pequenino.     |                                                                                                 |

## Discografia
- 1956 — Cantos Tradicionais Portugueses da Natividade. Coro de Câmara da Academia de Amadores de Música. Radertz. Faixa 12.
- 1978 — Primeira Cantata do Natal. Grupo de Música Vocal Contemporânea. A Voz do Dono / Valentim de Carvalho. Faixa 12.
- 1994 — Lopes Graça. Grupo de Música Vocal Contemporânea. EMI / Valentim de Carvalho. Faixa 12.
- 2000 — 1ª Cantata do Natal Sobre Cantos Tradicionais Portugueses de Natividade. Coral Públia Hortênsia. Edição de autor. Faixa 12.
- 2012 — Fernando Lopes-Graça  - Obra Coral a capella - Volume II. Lisboa Cantat. Numérica. Faixa 15.
- 2013 — Fernando Lopes-Graça  - Primeira Cantata de Natal. Coro da Academia de Música de Viana do Castelo. Numérica. Faixa 12.[2]